# 시오노곶

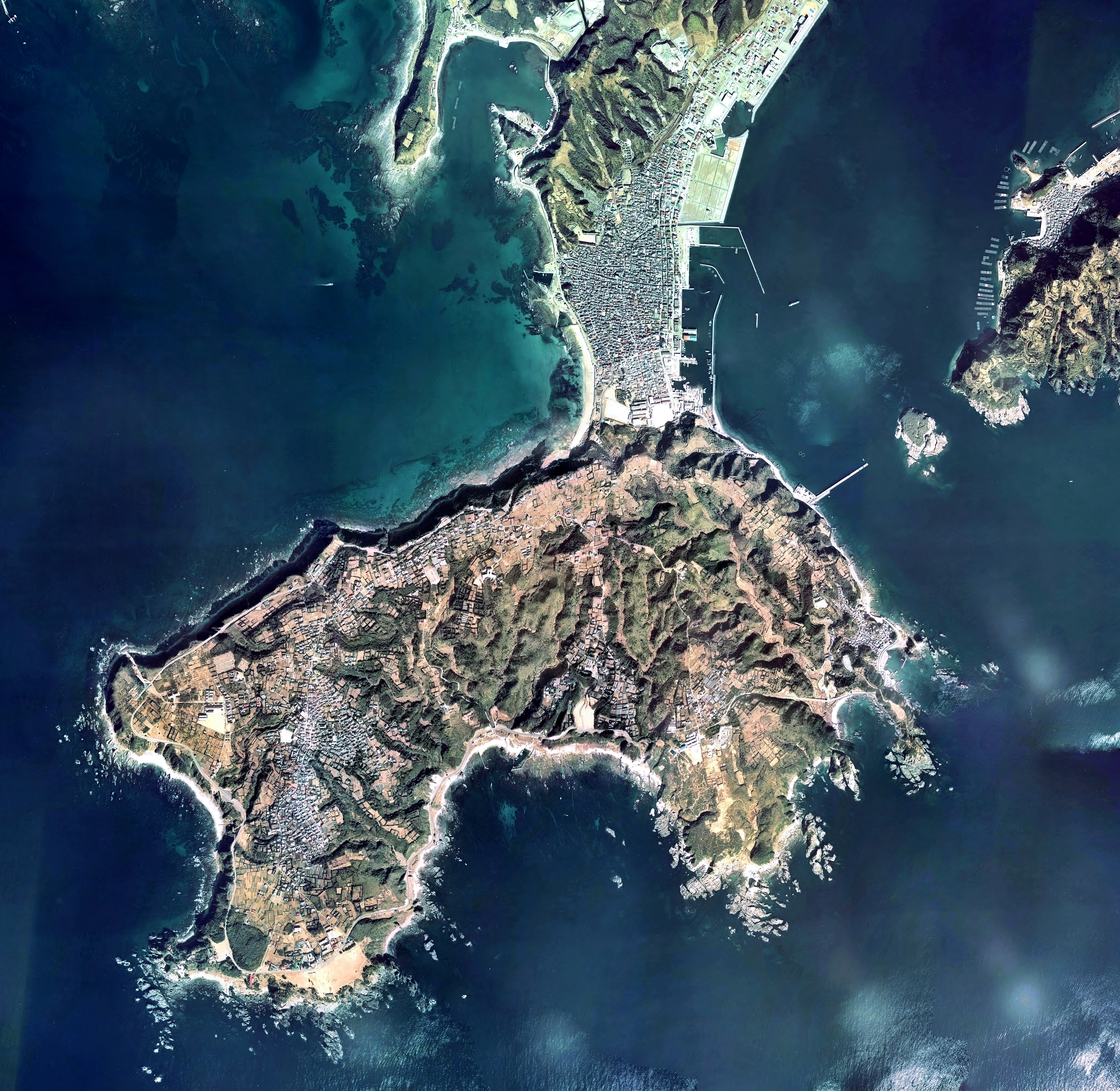
시오노곶의 항공 사진. 1975년 일본 국토교통성 촬영.

시오노곶(일본어: 潮岬 시오노미사키[*])은 일본 와카야마현 히가시무로군 구시모토정에 있는 태평양에 접해 있는 곶이다. 일본 혼슈의 최남단 지역이다. 동쪽에 기이오섬이 있으며 요시노-구마노 국립공원 및 난키구마노 공원의 일부이다.
원래는 섬이었으나 하구에서 유입되는 모래와 자갈이 퇴적되어 쌓인 사주로 이어진 육계도 중 하나이다.

## 같이 보기
- 기이반도
- 오마곶